# Carón
El carón o el anticircunflejo (en checo: háček [ˈɦaːt͡ʃɛk], 'ganchito') es un signo diacrítico ⟨ ˇ ⟩ creado en el siglo XV por Jan Hus para simplificar la escritura checa. Se coloca encima de ciertas letras, como la c, la s y la z, especialmente en el alfabeto latinoslavo, en los que suele representar alguna forma de palatalización consonántica. Su forma es la de un acento circunflejo invertido.
Este signo lo encontramos en los šumniki del esloveno: ⟨č⟩, ⟨š⟩, ⟨ž⟩. En checo y en eslovaco se reemplaza generalmente por un apóstrofo diacrítico cuando la letra sobre la que ha de colocarse posee una barra ascendente; la letra que resulta es un único carácter (⟨ť⟩, ⟨ď⟩, ⟨ľ⟩) y no la secuencia de una t, d o l seguida de un apóstrofo tipográfico. En checo se emplea además sobre la letra r (⟨ř⟩), representando un sonido vibrante fricativo muy característico de dicha lengua, y sobre la vocal e (⟨ě⟩), en este último caso representando la palatalización de la consonante precedente o la intercalación de una semiconsonante palatal.
A pesar de su semejanza, no hay que confundir el háček, el cual es puntiagudo, con el acento breve que es redondeado ⟨ ˘ ⟩.
A grandes rasgos se puede decir que el háček señala el carácter palatal del sonido representado, por oposición a su par sin él. A modo de ejemplo, ⟨s⟩ se pronuncia aproximadamente como la s del castellano, mientras que ⟨š⟩ se pronuncia como el inglés sh.